# 小倉秀夫 (アナウンサー)
小倉 秀夫（おぐら ひでお、1955年5月3日 - ）は、大分県出身の元アナウンサー。

## 経歴
千葉大学卒業後、ニッポン放送に入社。プロ野球・マラソン等のスポーツ実況を担当していたが、1986年から岩手県競馬組合の嘱託として場内実況を担当。スタートからゴールまで、ほとんど声のトーンやペースが変わることなく、淡々とレースの行方を伝える「ささやき実況」が持ち味で、スイフトセイダイ・トウケイニセイ・メイセイオペラ・トーホウエンペラーなどが活躍していた黄金期に数々のレースをアナウンス。最初は違和感を持つ人も少なくないが、無理に盛り上げようとしないスタイルも、レース本来の興奮を邪魔することのない味のある実況だと気づくようになり、見直す人も多かった。2003年に勇退。後任の長田信也に交代した。

## 主な実況歴

### ダートグレード競走
- マイルチャンピオンシップ南部杯（1988年～2002年）
- ダービーグランプリ（1986年～2002年）
- マーキュリーカップ（1997年～2002年）
- クラスターカップ（1996年～2002年）

### その他
- トウケイニセイ記念（2000年～2003年）
- 留守杯日高賞（2001年～2003年）
- シアンモア記念（1988年～2003年）
- ダイヤモンドカップ（2000年～2003年）
- みちのく大賞典（1988年～2003年）
- せきれい賞（2000年～2003年）
- 不来方賞（1988年～2003年）
- 青藍賞（1993年～2002年）
- 若駒賞（1988年～2002年）
- オパールカップ（2000年～2001年、2003年）
- 東北ジュニアグランプリ（1999年〜2003年）
- OROカップ（1999年〜2003年）
- 北上川大賞典（1988年～2002年）
- 南部駒賞（1988年～2002年）
- 桐花賞（1988年～2002年）